# Pagurus souriei
Pagurus souriei is een tienpotigensoort uit de familie van de Paguridae. De wetenschappelijke naam van de soort is voor het eerst geldig gepubliceerd in 1952 door Forest.